# Гостиний двір
Го́стиний двір — місце, де зупинялися гості-купці, зберігалися товари й велася торгівля. Виник за часів Київської Русі. В XVI-XVII ст. гостиний двір мав вигляд прямокутної площі, обнесеної кам'яними чи дерев'яними приміщеннями, об'єднаними критими галереями.

## Історія
На архітектурі гостинного двору XVIII-XIX ст. позначився стиль класицизму. Гостиний двір планували у вигляді замкнутого прямокутника з відкритими аркадами-галереями або колонами (Гостиний двір у Києві, 1809—28, арх. А. Руска та А. Меленський; у Білій Церкві, 1809—14; Новгороді-Сіверському, поч. 19 ст.).

## Галерея

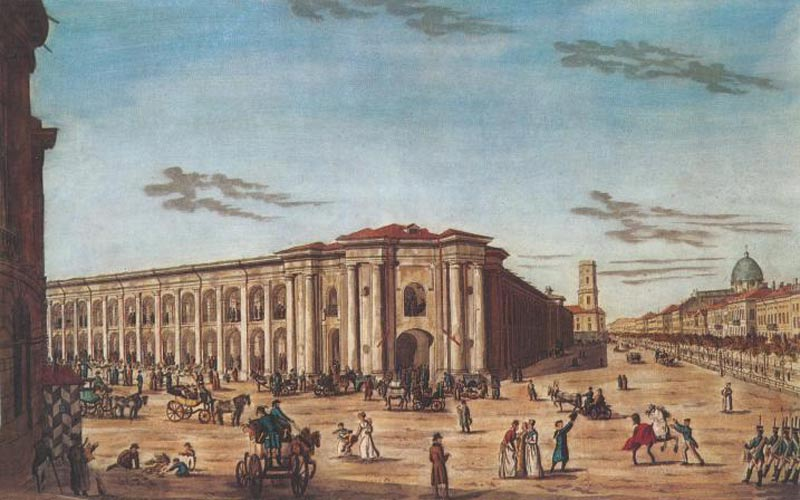
Гостиний двір,1815 р., Петербург
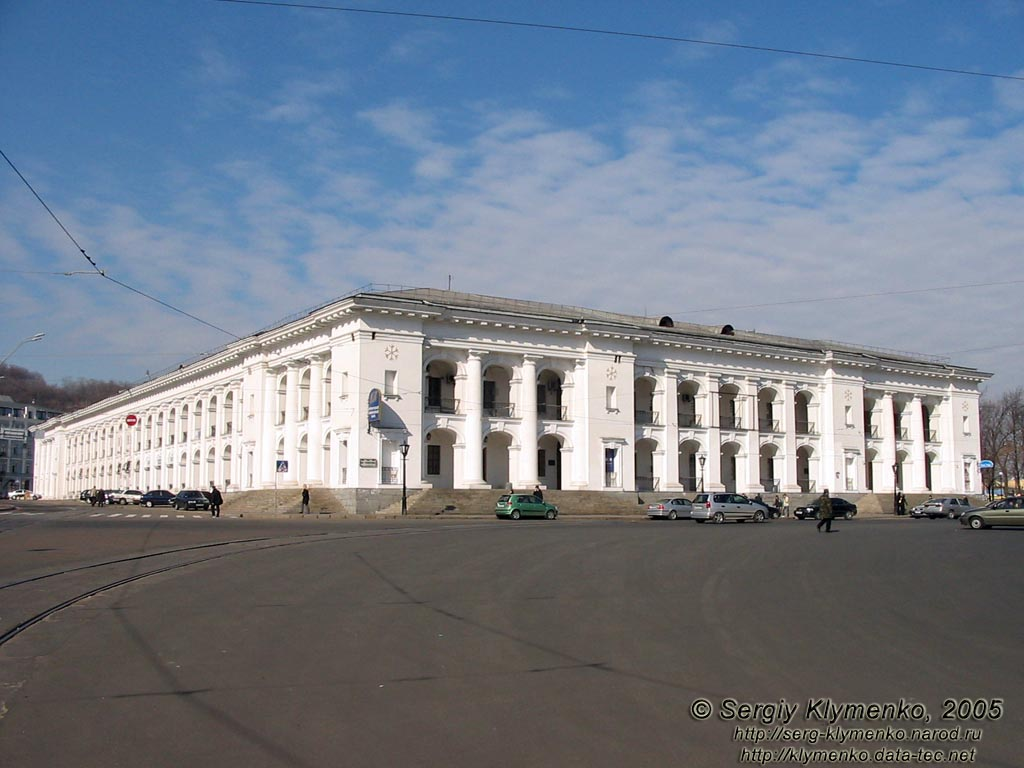
Гостиний двір в Києві, арх. Луїджі Руска